# Tambas jezik
Tambas jezik (ISO 639-3: tdk), afrazijski jezik zapadnočadske skupine, kojim govori 3 000 ljudi (2001 R. Blench) u nigerijskoj državi Plateau, LGA Pankshin. Prema istom izvoru (1999 Blench), broj govornika iznosio je 8 000.
Zajedno s još 6 jezika tambas čini užu skupinu A.4 ron-fyer, podskupinu fyer

## Vanjske poveznice
- Ethnologue (14th)